# Parechthrodryinus orarius
Parechthrodryinus orarius är en stekelart som först beskrevs av Annecke och Mynhardt 1973.  Parechthrodryinus orarius ingår i släktet Parechthrodryinus och familjen sköldlussteklar. Inga underarter finns listade i Catalogue of Life.